# Луцій Корнелій Мерула (консул 87 року до н. е.)
Луцій Корнелій Мерула (лат. Lucius Cornelius Merula; ? — 87 до н. е.) — політичний, державний та військовий діяч Римської республіки, консул-суфект 87 року до н. е.

## Життєпис
Походив з патриціанського роду Корнеліїв. Про батьків немає відомостей. 
Замолоду став фламіном Юпітера. У 90 році до н. е. став претором. Брав участь у Союзницькій війні. У 87 році до н. е., після вигнання Луція Корнелія Цинни став консулом-суфектом.
На своїй посаді зумів заручитися підтримкою сенату. Разом із консулом Гнеєм Октавієм захищав місто від військ Луція Корнелія Цінни та Гая Марія, проте зазнав поразки й вимушений був впустити ворогів до Рима. Після вбивства Октавія Мерулу було притягнуто до суду. Втім, він не став чекати вироку й наклав на себе руки.